# Winston Scott
Winston Elliott Scott (Miami, 6 agosto 1950) è un ex astronauta statunitense. Ha partecipato alle missioni spaziali Shuttle STS-72 e STS-87 come specialista di missione.